# Megan Fox
Megan Denise Fox (Oak Ridge, Tennessee; 16 de mayo de 1986) es una actriz y modelo estadounidense. Hizo su debut como actriz en la película familiar Holiday in the Sun (2001), a la que siguieron numerosos papeles secundarios en cine y televisión, como la comedia musical para adolescentes Confessions of a Teenage Drama Queen (2004), así como un papel protagonista en la comedia de ABC Hope & Faith (2004-2006). Fox logró mayor reconocimiento al interpretar su papel como Mikaela Banes en  Transformers (2007), que le supuso varias nominaciones a los premios Teen Choice Awards y que repetiría con Transformers: la venganza de los caídos (2009). También interpretó al personaje principal en la comedia de terror Jennifer's Body (2009), interpretó a April O'Neil en la película de acción de superhéroes Teenage Mutant Ninja Turtles (2014) y su secuela Teenage Mutant Ninja Turtles: Out of the Shadows (2016) e interpretó a Reagan Lucas en la quinta y sexta temporada de la comedia de Fox New Girl (2016-2017).

## Infancia
Fox tiene ascendencia nativa estadounidense, francesa e irlandesa. Nació en Oak Ridge (Tennessee) y es hija de Darlene y Franklin Fox. Los padres de Megan se divorciaron cuando ella era muy joven, y ella y su hermana fueron educadas por su madre y su padre adoptivo, Tony Tonachio, bajo los principios de la fe protestante. Megan dice que ambos fueron muy estrictos y que no le dejaban tener novio o invitar a amigos a casa, y que vivió con su madre hasta que pudo reunir dinero suficiente para mantenerse por sí misma.
Fox comienza sus estudios de interpretación y danza a los cinco años en Kingston (Tennessee). Asistió a clases de baile en el Centro Comunitario, así como al coro del colegio y al equipo de natación del Kingston Clippers. A la edad de 10 años, después de mudarse a San Petersburgo (Florida), continuó sus estudios hasta los 13 años, cuando empezó a destacar como modelo. Después de ganar varios certámenes en 1999 en American Modeling y Talent Convention in Hilton Head, Carolina del Sur. A los 17 años intenta irse del colegio para poder mudarse a Los Ángeles.
En 2011, la actriz realizó unas declaraciones para la revista The Hollywood Reporter, donde afirmó que era un patito feo de joven: Nunca fui la chica guapa del colegio con la que los chicos quisieran salir. Llevaba aparatos en la boca y me teñía el pelo de color naranja. No era de las populares, más bien era solitaria. Llegué al mundo del estrellato por otros motivos, aseguró.
Megan relató a El Mundo: "Había unas chicas malísimas en mi colegio, por eso me fui a un instituto cristiano. Tenía 15 años y todas sabían que quería ser actriz. Una de ellas se vistió de cuero negro y decía para burlarse de mí: Soy Megan Fox. Megan dice también que en el instituto nunca fue popular, y que "todo el mundo me odiaba, y era un completo desastre, mis amigos eran chicos, y tenía una personalidad muy agresiva, y por eso las chicas no me querían. Únicamente he tenido una amiga en toda mi vida".

## Carrera
Debutó con 15 años en la película Holiday in the Sun (2001), donde interpretó a una heredera malcriada y rival del personaje de Ashley Olsen. Ese mismo año fue escogida para protagonizar la serie Ocean Ave (2002-2003). En 2003 fue invitada a What I like about you (episodio Like a virgin) y actuó como extra en Dos policías rebeldes II (2003). En 2004 estrenó en la pantalla grande Confessions of a Teenage Drama Queen junto a Lindsay Lohan interpretando el papel de Carla Santini. Junto a Kaley Cuoco coprotagonizó Crimes of Fashion que fue estrenada en la televisión. Fue también en 2004 cuando participó en Dos hombres y medio y consiguió su primer papel regular en la serie Hope & Faith interpretando a Sidney Shanowski hasta que fue cancelado en 2006.
Alcanzó el éxito en 2007 cuando fue seleccionada para interpretar a Mikaela Banes coprotagonizando junto a Shia LaBeouf, Transformers del director Michael Bay que la había conocido en 2003 como extra en Bad Boys II. La película con un presupuesto de 50 millones alcanzó más de setecientos millones otorgándose un éxito en taquilla y logrando el reconocimiento y la fama mundial. Por esta interpretación fue nominada a un MTV Movie Award como Actriz revelación y a tres Teen Choice Award como Mejor actriz en aventura de acción, Actriz revelación y Mejores labios.
En junio de 2007 fue seleccionada para un papel secundario en Nueva York para principiantes donde compartió cartel con Simon Pegg y Kirsten Dunst. La película se estrenó en octubre de 2008 y fue un fracaso en taquilla para las expectativas que prometía recaudando 17 millones de dólares de los 28 invertidos. Ese mismo año apareció, junto a Rumer Willis, en Whore (2008) debut de dirección de Thomas Dekker.

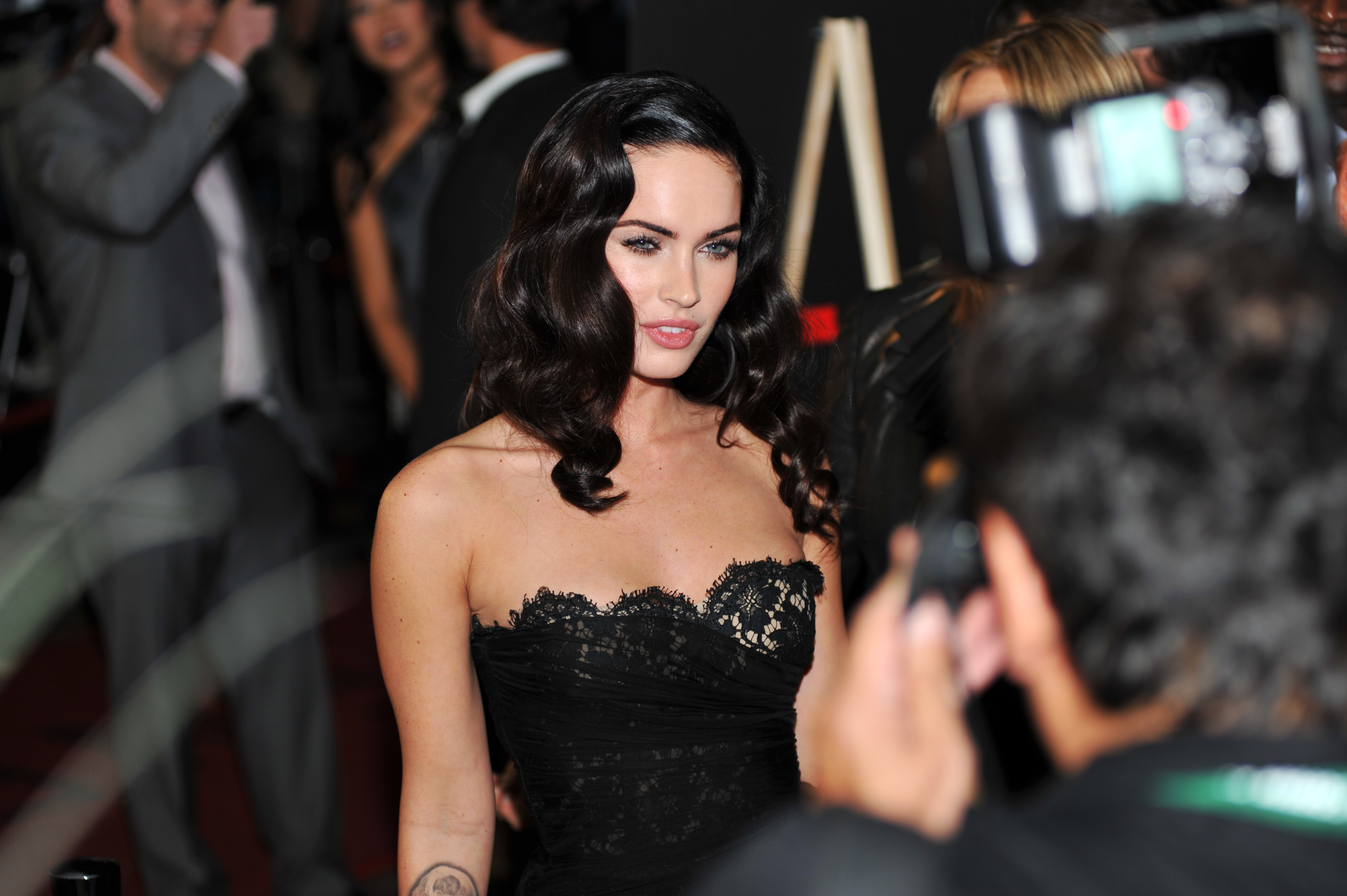
Megan Fox en la Premier de Jennifer's Body en 2009.

En mayo de 2009, repitió el rol de Mikaela Banes en Transformers: la venganza de los caídos la cual mejoró aún más los resultados en taquilla de su predecesora. Michael Bay tuvo una fuerte discusión con la actriz al obligarla a engordar, algo que Megan Fox no consideraba oportuno. Fox se estrenó como protagonista en septiembre del mismo año con el papel de Jennifer Check en la película Jennifer's Body cuyo guion firmó la oscarizada guionista Diablo Cody quien definió la película de terror con comedia adolescente. En ella Fox interpreta a una alumna de instituto que es poseída por un demonio quien empieza a matar a chicos en un ficticio pueblo de Minnesota. La película fue estrenada el 18 de septiembre de 2009 junto a sus compañeros Amanda Seyfried y Adam Brody. El filme de 16 millones consiguió una recaudación en EE. UU. de 17 millones y mundialmente alcanzó los 36 millones. Por parte de los críticos recibió críticas mixtas.
Tiempo después, la revista Variety informó que protagonizaría la adaptación cinematográfica de los cómics Fathom. La película la co-produciría Brian Austin Green, pero el proyecto poco después sería parado hasta nuevo aviso; y una película de acción coprotagonizada con Brian Austin Green cuyo argumento sería sobre dos jóvenes que son arrestados injustamente por tráfico de drogas en México.
Entre el estreno Transformers: la venganza de los caídos y Jennifer's Body, Fox comenzó a rodar la película dirigida por Jimmy Haywar, Jonah Hex, la cual definió como un cameo interpretando a la amada del protagonista, Jonah (Josh Brolin) junto a John Malkovich y Michael Fassbender. Esta película fue estrenada en junio de 2010 siendo un fracaso absoluto en taquilla y con críticas negativas.

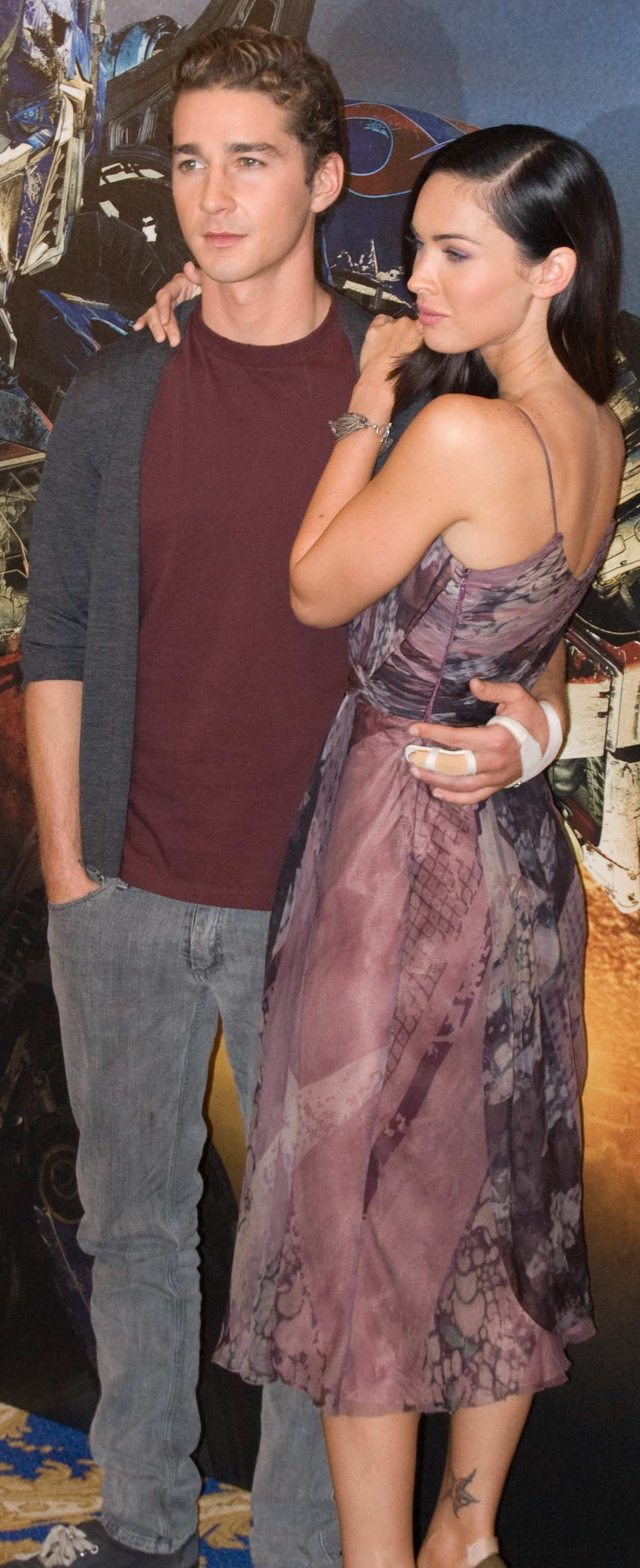
En junio de 2009 Fox y Shia Labeouf en París promocionando Transformers: la venganza de los caídos. Ambos son conocidos por su buena relación

Ese mismo verano comenzó a rodarTransformers: el lado oscuro de la luna donde la mala relación entre Fox y Michael Bay ocasionó que a los pocos días de rodaje fuera despedida y sustituida por la modelo de Victoria's Secret Rosie Huntington-Whiteley al igualar la actitud de Bay en los rodajes a la de Hitler en una entrevista. Después de estrenar Transformers: la venganza de los caídos en 2009, ella comentó a una revista: "La gente es bien consciente de que esta no es una película sobre actuaciones. No puedo criticar el filme porque me dio una carrera y abrió todas estas puertas para mí", dijo. Michael Bay respondió a estas declaraciones: "Ella dice algunas cosas muy ridículas porque tiene veintitrés años y aún tiene que crecer mucho".
Shia LaBeouf que en el rodaje se mantuvo distante rompió silencio en plena promoción de Transformers: el lado oscuro de la luna anunciando su retirada de la saga de Transformers y declarando que Michael Bay carece de tacto durante sus rodajes: "Es el estilo brusco y sin tacto de Michael. Y pienso que Megan nunca se sintió cómoda con ello.". De Rosie Huntington-Whiteley dijo “viene de Victoria's Secret y está acostumbrada al modo de trabajar de Michael lo que permite que todo sea más cómodo en el set de rodaje”-y continuó-" Michael Bay dirige a las mujeres de una forma muy lasciva en sus películas y eso fue lo que le ocurrió con Fox, a la que presentó en pantalla haciendo especial hincapié en su sexualidad. Ella se encontró agobiada a diferencia de Rosie que está acostumbrada". En la promoción de la tercera entrega también Josh Duhamel la defendió: "Todos hemos extrañado a Megan. Es una buena chica. No es como está siendo percibida". Tyrese Gibson, aseguró que él "Nunca he tenido problemas con ella" y añade que es "una chica muy dulce". "Siempre ha estado bien, se que la gente está diciendo muchas tonterías sobre ella y solo espero que tenga un buen estómago para soportarlo".
En agosto de 2010 se estrenó en MTV el famoso videoclip de la canción Love the way you lie, de Eminem y Rihanna. Su partner fue el también actor Dominic Monaghan.
Fox participó en la película dirigida por Mitch Glazer Passion Play interpretado a un ángel, Lilly, que se cruza con un trompetista abatido por sus problemas (Mickey Rourke) al que salva y el cual la tendrá que proteger de un peligroso gánster (Bill Murray). La película se estrenó solo en dos cines en el verano de 2011 y se lanzó directamente en DVD el 31 de mayo.

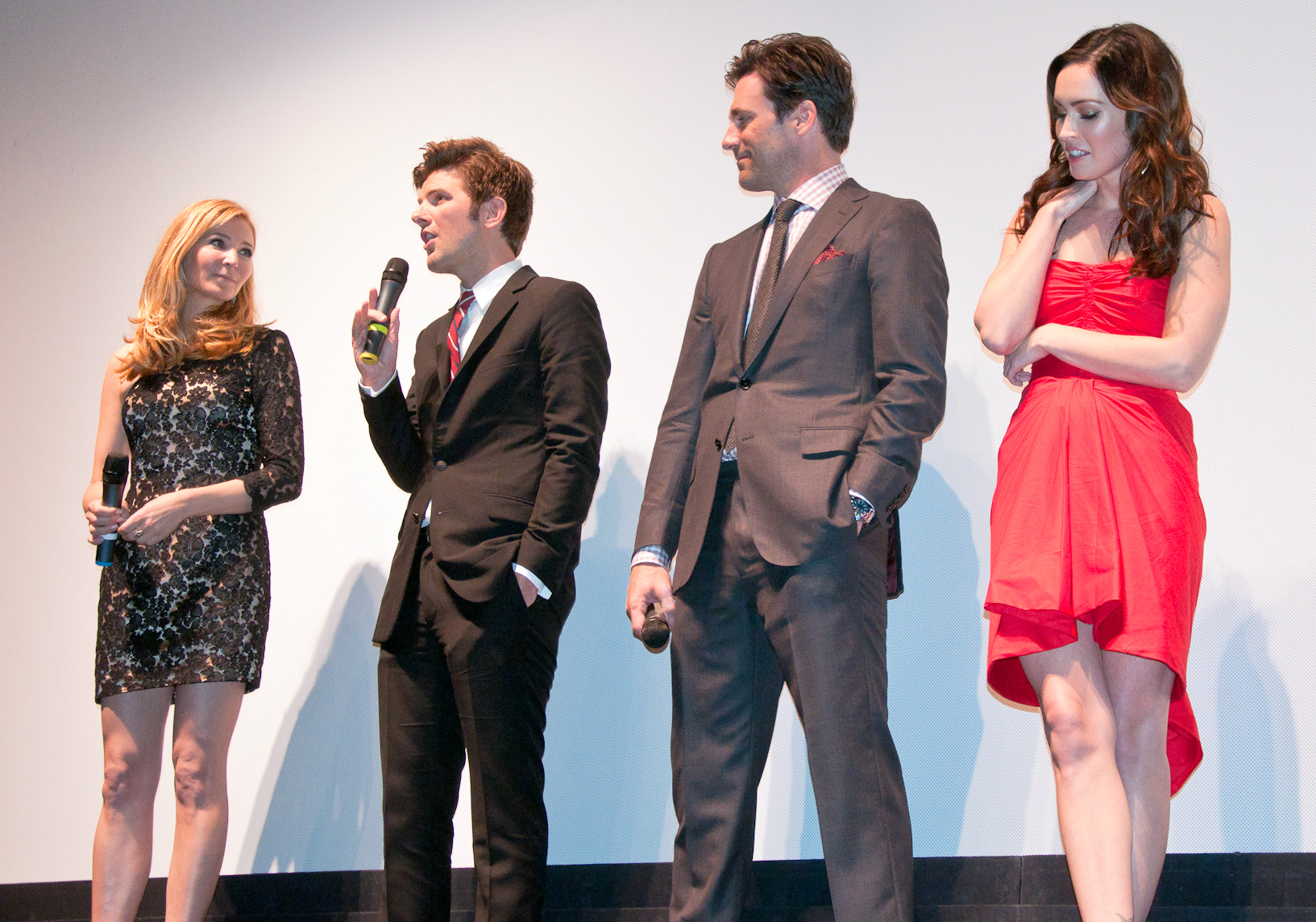
Fox en Friends with Kids con Jennifer Westfeldt, Adam Scott, y Jon Hamm en Toronto International Film Festival.

En una entrevista con Telefone a finales de 2011 Fox confesó: "Siento que la gente me ve como un robot, quiero interpretar a personajes más humanos con los que la gente se identifique más... no quiero ser considerada siempre como la reina fría". Ella dijo que en películas como Jennifer's Body, Transformers... he interpretado papeles que no se acercan al público ya que son distantes". Megan Fox dijo en la misma entrevista que decidió participar en la película debut de Jennifer Westfeldt, Friends with Kids porque quería cambiar su imagen de cara al público buscando papeles "más humanos" y confesó que le encanta trabajar en los sets de comedia. En 2011 se unió al reparto como Mary-Jane de Friends with Kids junto a Jon Hamm|, Adam Scott, Kristen Wiig, Maya Rudolph, Chris O'Dowd y Edward Burns. La película se estrenó en el Festival Internacional de Cine de Toronto el 9 de septiembre de 2011. El estreno en USA fue en marzo de 2012. Las críticas a la película fueron bastante positivas. En la página web Rotten Tomatoes le dio un 67 % de respuestas positivas con una clasificación de 6.5/10. En Metacritic también fue recibida positivamente.
En 2012 apareció en la nueva película de Sacha Baron Cohen, El dictador realizando un cameo junto actores como Ben Kingsley y John C. Reilly y dirigida por Larry Charles, que se estrenó en mayo de 2012. En diciembre de 2012 se estrenó en USA This is Forty dirigida por Judd Apatow en la que la actriz interpretaba a Desi junto a Paul Rudd y Leslie Mann y que en España se estrenó en febrero de 2013. La película es un spin-off de la película de Apatow del 2007, Knocked Up.
A mitad de 2012 se anunció que Paramount Pictures adquirió Swindle, un guion que han escrito Enzo Mileti y Scott Wilson, en el que Fox actuará junto a Zoe Saldaña (Star Trek, Avatar) que no solo protagonizarán el filme, sino que también lo producirán junto a Michael De Luca.

## Imagen
En 2008 Megan Fox habló en la revista GQ en la que le preguntaron por las fotos escandalosas de Vanessa Hudgens y Miley Cyrus a lo que respondió: "Nunca haría una disculpa por lo que soy o por lo que hago en mi vida. Es como, ¡oh, lo siento! me tomé una foto privada desnuda que alguien vendió… No deberías pedir disculpas por eso. Alguien traicionó a Vanessa, pero nadie está molesto con esa persona. Tuvo que disculparse. Odio a Disney por obligarla a hacerlo". Luego añadió: “Disney toma a estas chiquillas y las coloca en escuelas de entretenimiento y las enseña a cantar y a bailar, y las hace vestir camisetas cortas, pero no les permiten ser ellas mismas. Me enferma”.

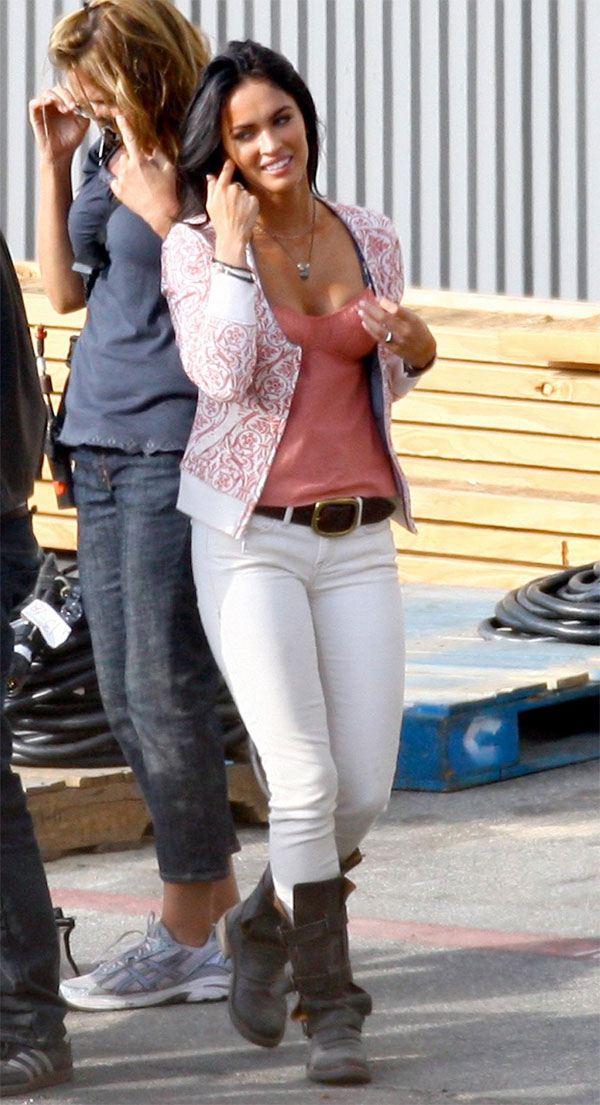
Rodando en 2008 Transformers: la venganza de los caídos.

En la misma entrevista con GQ, Fox causó controversia al afirmarse como bisexual: "Es verdad, cuando tenía 18 años y me acababa de dejar mi primer novio llegué a la gran ciudad y me enamoré de una mujer, tuve una relación de amor con una estríper rusa llamada Nikita. Ella solía hacer unos hermosos shows con baladas de Aerosmith. Yo le solía dar regalos e intentaba convencerla de que dejara de ser stripper” -agregó- "Al poco conocí a Brian Austin Green, con el que llevó cuatro años de relación". Pese a esta relación, Megan Fox dijo a GQ que no se identifica como homosexual: “No soy lesbiana, pero creo que los humanos hemos nacido con la habilidad de ser atraídos por los dos sexos; es decir, que también me veo en una relación con una chica” – y continuó añadiendo- “Olivia Wilde es tan sexy que me entran ganas de estrangular a un buey salvaje con mis propias manos.” -¡Glups!- “Es cautivadora. Y últimamente he estado obsesionada con Jenna Jameson, pero… oh, chico”. En 2009, a Olivia Wilde le preguntaron sobre Fox en una entrevista, a lo que respondió: "Entré en mi camerino de House la mañana después de que se publicara el artículo, y uno de nuestros guionistas había dibujado un buey en mi espejo diciendo: Sálvame, sálvame, por favor, Olivia, bésate con Megan" —comentó entre risas la actriz— "Entonces yo contesté: “Si hay que hacer un esfuerzo, se hace”. La respuesta de Wilde no generó una contrarrespuesta por parte de Fox. Sin embargo, el asunto tuvo mucha expectación durante meses en Hollywood, siendo las actrices constantemente interrogadas.
Cuando fue entrevistada en GQ por el sexo, su pareja ideal y su relación con los medios, Fox dijo: "La sensualidad puede ser un arma muy potente y nosotras las mujeres tenemos que aceptarla en lugar de combatirla", refirió. Fox opinó que «hablar de sensualidad y de sexo para una mujer es escandaloso», porque «vivimos en una sociedad que ha sido fundada sobre principios arcaicos», donde «los hombres son admirados por sus proezas sexuales, mientras que nosotras provocamos molestia, sobre todo en Estados Unidos». De su vida sentimental refirió: "Tengo una relación monógama desde hace unos años y me siento afortunada porque he encontrado a una persona espontánea, que es capaz de quedarse conmigo a pesar de todas mis idioteces" (refiriéndose a su entonces pareja Brian Austin Green). Cuando le preguntaron por su hombre ideal, la actriz contestó: «Hay mujeres que buscan a hombres ricos o que tienen un coche rápido, pero yo no, para mí un hombre, en primer lugar, tiene que tener un gran sentido del humor y el coraje de ser vulnerable, porque ser macho es fácil, pero para ser vulnerables necesita coraje». De su relación con los medios se quejó de los periódicos que, cuando escriben sobre ella, no le permiten ser «auto-irónica», «toman en serio todas las salidas sarcásticas» que dice y la retratan como si fuera «una mujer muy segura, vacía y consentida, una que no tiene mucho para decir».
En una amplia entrevista al periódico The New York Times en 2009, la actriz dijo que no es tan “tonta” como el público cree. Megan Fox declaró: "Tenemos que ser símbolos sexuales. Somos una mercancía y no hay mejor forma de vender un producto que a través del sexo. Pechos, piernas y cola", declaró. A pesar de considerarse un objeto sexual, la actriz aseguró que en su vida diaria no ocurre nada de lo que tiene que hacer en la cinematografía para sobresalir y estar vigente, al señalar que han sido muy pocos los hombres que han podido verla completamente desnuda: "Pocos son los hombres que me han visto desnuda. De hecho, puedo contarlos con los dedos de una mano" -explicó- “No estoy dispuesta a desvelar mi verdadero yo. Estoy escondida detrás de toda esta locura. Nadie puede encontrarme”. En la misma entrevista declaró: “Las chicas piensan que soy una prostituta, a pesar de que llevó una relación desde hace cinco años siendo completamente fiel.
A finales de 2009, la actriz habló de sus problemas psicológicos, señalando que lucha contra la ansiedad desde su juventud, y reveló el desarrollo de su aerofobia: "Desarrollé fobia a volar cuando tenía 20 años. De repente los aviones me empezaron a dar pánico. Debía encontrar algún remedio pues no quería tener ataques de pánico cada vez que subiera a un avión. Estoy segura de que no es mi destino morir escuchando un disco de Britney Spears, por eso siempre escucho su música en los auriculares cuando vuelo, y sé que no nos vamos a estrellar mientras escuche a Britney", declaró.
Fox ha aparecido en numerosas portadas de revistas. En 2007 apareció en Maxim. En 2008 la lista incluía Cosmopolitan. Paw Print, Jack, FHM (UK), y GQ. En 2009, la lista incluye, USA Weekend, Esquire, Empire, Maxim, GQ (UK), Entertainment Weekly, Elle y Rolling Stone. En 2010 apareció en Harper's Bazaar, Elle y Cosmopolitan. En 2011 la lista se engrosó con Le Figaro, Elle, Amica y Vogue. En 2012 apareció en Miami Magazine, Jalouse, Cosmopolitan y Grazia y Entertainment Weekly. En enero de 2013 participó junto a los coprotagonistas de This is Forty en la revista Vanity Fair, en Esquire y en Marie Claire.
Fox fue votada n.º 17 en el reportaje de Las futuras estrellas de Hollywood, apareció en Maxim "Hot 100 List" y fue la n.º 68 en FHM en el suplemento de las "100 Sexiest Women in the World 2006". En 2007 fue elegida la n.º 17 en Maxim de las "Hot 100 of 2007". Fue la n.º 1 de la votación "Moviefone" 'The 25 Hottest Actors Under 25' en 2008 y fue la ganadora de FHM proclamándose "Sexiest Woman in the World". En 2009 estuvo en el n.º 2 en la lista de Maxim "Hot 100 of 2009" y en FHM "FHM's 100 Sexiest Women". En 2010 repitió el n.º 2 en la lista de FHM "FHM's 100 Sexiest Women". En 2011, Men's Health la incluyó en las "100 Hottest Women of All-Time" posicionándola en el n.º 14. La revista People en 2012 la nombró la mujer más bella del mundo.
En julio de 2009 varias páginas (Ask Men, Asylum.com, Just a Guy Thing) promovieron “Un día sin Megan Fox”, iniciativa que pretendía gracias a Men's Lifestyle dejar de descargar información sobre Fox de internet, ya que era la búsqueda más realizada en Yahoo: "Nos estamos uniendo al apagón en internet de Megan Fox para darle a nuestros lectores un día de descanso sin su imagen en la red", dijo el editor de AskMen.com. Fox se lanzó al estrellato por su aparición en Transformers y en poco fue reconocida a nivel mundial. Este estrellato le fue acompañado junto a Shia Labeouf, su compañero en la saga. 2007 y 2009 fueron los años Transformers ya que se estrenaron las dos primeras películas de la saga. El periódico británico The Sun, sin embargo, declaró por iniciativa propia el 4 de agosto como el día oficial de Megan. En 2010, la actriz respondió su opinión sobre este asunto en la revista Nylon: "Fui parte de una superproducción cinematográfica y su producción de cara al público. Sufrí el mismo acoso mediático que mis compañeros".
Megan Fox ha sido comparada con la actriz Angelina Jolie a menudo por la fama que cosechan las dos y por su atractivo físico. Las actrices han sido comparadas por sus múltiples tatuajes y por las controversias que producen. Fox dijo a Entertainment Weekly en 2009: "Es una falta de creatividad, por parte de los medios, que me comparen con ella. ¿Solo porque tengo tatuajes y pelo negro, y actúo en una película de acción?". Varios meses después llegó la polémica ya que los productores querían generar una nueva saga basada en el famoso personaje de videojuego pero como presecuela lo que dejaba automáticamente a Angelina Jolie fuera de Lara Croft lo cual situó en los medios la relación entre ambas actrices. La polémica de los medios acabó cuando Megan Fox reveló en una entrevista que había rechazado protagonizar Lara Croft, ya que ese papel sería siempre recordado como Angelina Jolie.
Megan Fox es conocida por sus tatuajes. En el costado izquierdo lleva escrita la frase “There once was a little girl who never knew love until a boy broke her heart” («Había una pequeña chica que nunca conoció el amor, hasta que un chico le rompió el corazón»). Detrás del omóplato derecho, también escrito “We will all laugh at gilded butterflies” (“Todos nos reiremos de mariposas doradas”). En el antebrazo derecho lleva la cara de Marilyn Monroe el cual anunció en el programa de Ellen DeGeneres en 2012 que se lo estaba eliminando. En la costilla derecha: “Y los que fueron vistos bailando se pensaba que eran locos por los que no podían oír la música”. En la pierna luce una estrella y en la parte baja de su abdomen "Brian" en referencia a Brian Austin Green.

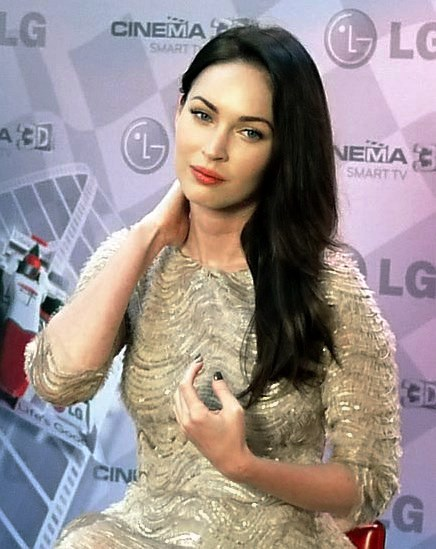
Megan Fox en 2011

En 2010, Giorgio Armani seleccionó a Megan Fox y Cristiano Ronaldo como sustitutos de Victoria Beckham y David Beckham como la imagen de la firma en la campaña de primavera/verano de Emporio Armani Underwear y la colección de Armani Jeans. Cuando se le preguntó a Giorgio Armani qué le hizo escoger a Fox, este dijo: "Es joven y sexy, tiene un gran espíritu y carácter. Emporio Armani Underwear y Armani Jeans buscan este estilo de mujer". Debido al éxito, Megan Fox y Cristiano Ronaldo volvieron a ser la imagen de la firma para la campaña otoño/invierno de Emporio Armani Underwear y Armani Jeans. En octubre de 2010, Megan realizó una declaración ante la revista WWD: Mr Armani es un hombre visionario. Estoy muy agradecida de estar asociada y ser parte de esta campaña. En 2011, Armani seleccionó a Rafael Nadal (reemplazando como imagen masculina de la firma a las estrellas de fútbol David Beckham y Cristiano Ronaldo). La imagen femenina sin embargo recayó de nuevo en Megan Fox. Así para la campaña Fox contó con una nueva pareja siendo la primera vez que alguien repetía como imagen por segundo año consecutivo. En verano de 2011, la firma anunció a Rihanna como sustituta de Megan Fox para ser la nueva imagen de Emporio Armani Underwear y Armani Jeans. En el comunicado al preguntársele por el cambio, los representantes dijeron: "Megan Fox fue contratada durante dos años consecutivos como imagen de los Jeans y Underwear de Armani, sin embargo seguiremos colaborando con ella como la imagen oficial de Armani Cosmetics". Desde finales de 2011, Megan Fox protagonizó la campaña de Armani Cosmetics y la campaña de Navidad. También es la imagen oficial de la fragancia Armani Code.
Megan Fox es también la imagen de la firma Metro City en la colección de primavera/verano de 2012. También ha sido la imagen de Doritos. En 2013 protagonizó un comercial para la cerveza brasileña Brahma, de la cual será imagen para el Carnaval de Brasil. Fox, que asistirá como estrella invitada a los desfiles de la escuela de Samba celebrados en el Sambódromo de Río de Janeiro, toma el relevo de 'celebrities' como Jennifer Lopez, Kim Kardashian o Madonna, quienes ya disfrutaron del carnaval brasileño en anteriores ediciones.

## Vida privada

### Relaciones y familia
En cuanto a su vida personal, Fox confesó a Cosmopolitan que su primer novio fue un chico de su pueblo que trabaja como bombero y que rompió con ella en 2003. Después de un par de años, cuando esta se mudó a Los Ángeles para ser actriz. Al poco de llegar a la ciudad se le relacionó con David Gallagher y en 2008 confesó a la revista GQ que estuvo enamorada en esa época de una estríper de nombre Nikita que trabajaba en un club de Sunset Boulevard. En 2009 aclaró en la revista ELLE de la utilización de los medios aquellas palabras para GQ: "Tenía 18 años y mi primer novio me acababa de dejar. El caso es que me colé por la bailarina y me gustaba ir al club a verla pero nunca mantuvimos una relación como algunos medios dicen". De su vida íntima en 2009 dijo a Cosmopolitan que perdió su virginidad a los 17 años con su primer amor "real" y que fue especial. En 2010, cuando Harper's Bazaar le preguntó sobre el mismo tema, declaró: "Solo he estado con dos hombres en toda mi vida. Mi amor de juventud y Brian (Brian Austin Green). No puedo tener una relación sexual con alguien al que no quiera, nunca". Además, afirmó que tampoco se ha visto nunca en la situación de pasar una noche loca con un desconocido. "Solo pensarlo me da asco. Ni siquiera he estado cerca de tener una aventura de una noche".

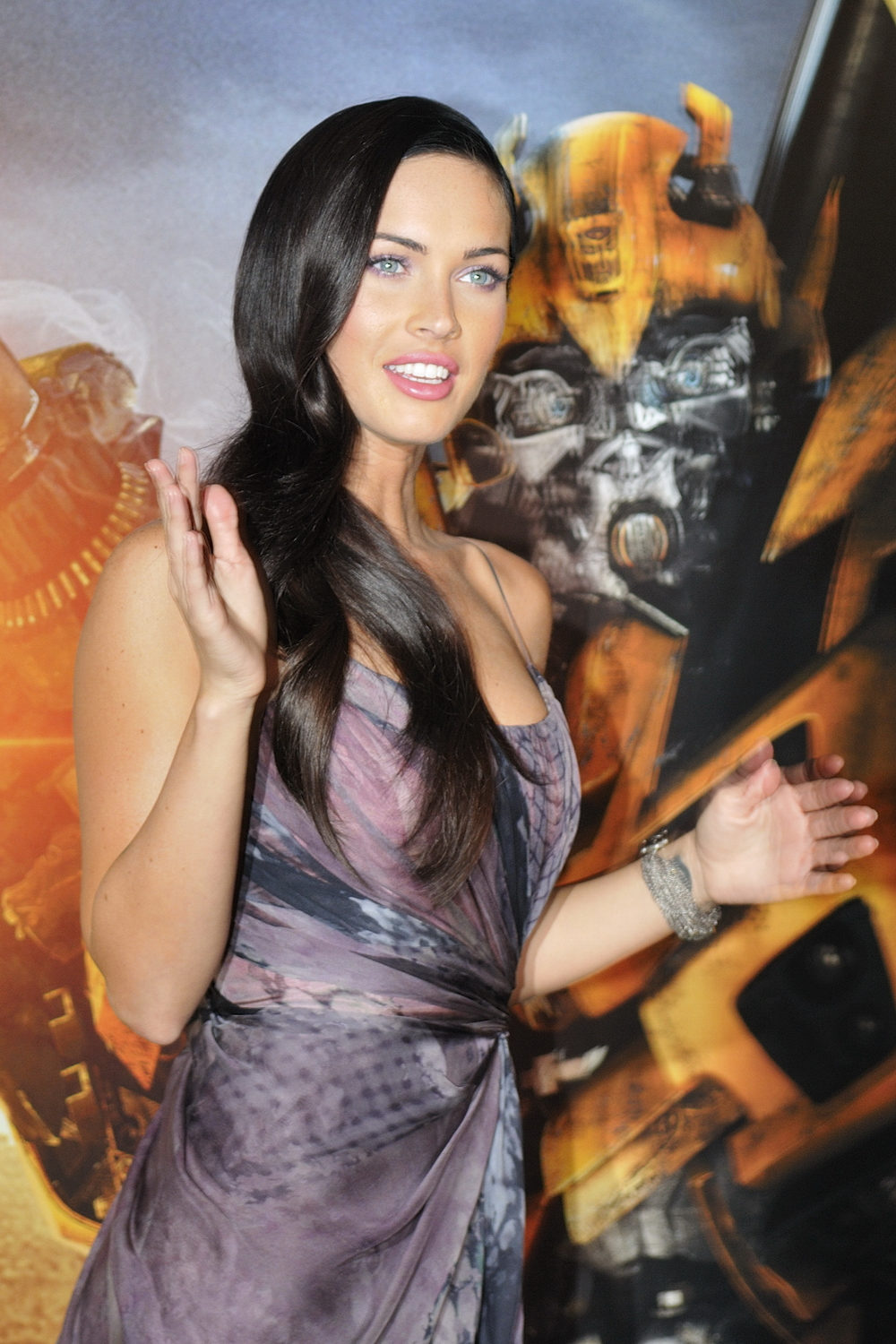
Fox en la séptima entrega anual de los premios Revelación de la revista Life en Hollywood.

En 2004 conoció en Hope & Faith a Brian Austin Green e iniciaron una relación. En 2006 se comprometieron pero en febrero de 2009 decidieron de mutuo acuerdo separarse aunque meses más tarde retomaron su relación. A principios de junio de 2010, anunciaron su segundo compromiso y se casaron en una íntima y sencilla ceremonia el 24 de junio del 2010 en Hawái. La actriz confesó su felicidad por estar casada en 2010 durante la presentación de la película Passion Play en el Festival Internacional de Cine de Toronto: "Casarme es lo mejor que he hecho nunca. Me casé con mi mejor amigo. Tengo la suerte de estar con él todos los días. Él es mi protector. Me siento muy segura, feliz y completa junto a él" —y añadió— "Los dos estamos cómodos casados. Habíamos vivido juntos muchísimo tiempo y la progresión fue natural. No puedo imaginarme sin él, lo amo".
En abril de 2012, se confirmó que estaban esperando su primer hijo; el primero de Megan y el segundo de Brian Austin Green. Aunque la pareja no lo había confirmado oficialmente —pero sí personas cercanas—, Fox confirmó el embarazo cuando la cadena Fox pudo grabarla paseando por Hawái junto a su esposo celebrando su segundo aniversario de boda en junio de 2012. El 27 de septiembre de 2012, Megan dio a luz a un niño llamado Noah Shannon Green. Este fue el primer hijo biológico de Fox quien en aquel tiempo también era madrastra del hijo de Brian Austin Green con Vanessa Marcil, Kassius Lijah Green. Megan Fox ha declarado que la maternidad le "ha hecho recuperar la fe" y que, por su hijo, en el futuro será más selectiva con sus papeles. En agosto de 2013, Megan confirmó que volvería a ser madre. Su segundo hijo, Bodhi Ransom Green, nació el 12 de febrero de 2014. El 4 de agosto de 2016, y luego de una breve separación y posterior reconciliación, la pareja tuvo su tercer hijo, Journey River Green.
En mayo de 2020, Brian Austin Green declaró en su podcast que el matrimonio se había separado hace ya varios meses luego de haberse distanciado a lo largo de los años. Los trámites de divorcio se completaron en octubre de 2020.
En abril de 2020 comenzó una relación con el rapero Machine Gun Kelly. El 11 de enero de 2022 se comprometieron. En noviembre de 2023, reveló que había sufrido un aborto espontáneo. El 11 de noviembre de 2024 anunció que estaba embarazada nuevamente. En marzo de 2025 nació su hija, Saga Blade. Kelly y Fox se separaron antes de su nacimiento.

### Intereses
En 2007 admitió ser aficionada de los cómics, anime, y los videojuegos. Su artista favorito es Michael Turner, autor del cómic Fathom a la que afirmó estar obsesionada durante mucho tiempo. En 2009 hubo rumores de una posible película con Fox en el papel de Aspen Matthews, pero finalmente fue la propia actriz quien lo desmintió. En la misma revista admitió tener animales y que, a pesar de no consumirla, apoya la legalización de la marihuana.

## Filmografía
| Cine                         | Cine                                             | Cine                                                                                 | Cine |
| Año                          | Película                                         | Papel                                                                                |      |
| ---------------------------- | ------------------------------------------------ | ------------------------------------------------------------------------------------ | ---- |
| 2001                         | Holiday in the Sun                               | Brianna Wallace                                                                      |      |
| 2003                         | Bad Boys II                                      | Niña con bikini de estrellas y rayas bailando abajo de la catarata                   |      |
| 2004                         | Confessions of a Teenage Drama Queen             | Carla Santini                                                                        |      |
| 2007                         | Transformers                                     | Mikaela Banes                                                                        |      |
| 2008                         | How to Lose Friends and Alienate People          | Sophie Maes                                                                          |      |
| 2008                         | Whore                                            | Lost                                                                                 |      |
| 2009                         | Transformers: la venganza de los caídos          | Mikaela Banes                                                                        |      |
| 2009                         | Jennifer's Body                                  | Jennifer Check                                                                       |      |
| 2010                         | Jonah Hex                                        | Tallulah Black/Lilah                                                                 |      |
| 2010                         | Passion Play                                     | Lily Luster                                                                          |      |
| 2011                         | Friends with Kids                                | Mary Jane                                                                            |      |
| 2012                         | El dictador                                      | Ella misma (cameo)                                                                   |      |
| 2012                         | This Is 40                                       | Desi                                                                                 |      |
| 2014                         | Tortugas Ninja                                   | April O'Neil                                                                         |      |
| 2016                         | Teenage Mutant Ninja Turtles: Out of the Shadows | April O'Neil                                                                         |      |
| 2017                         | Above the Shadows                                | Juliana                                                                              |      |
| 2019                         | Zeroville                                        | Soledad Paladin                                                                      |      |
| 2019                         | The Battle of Jangsari                           | Maggie                                                                               |      |
| 2020                         | Una mente canina                                 | Ellen Reed                                                                           |      |
| 2020                         | Rogue                                            | Samantha "Sam" O'Hara                                                                |      |
| 2021                         | Till Death                                       | Emma                                                                                 |      |
| 2021                         | Midnight in the Switchgrass                      | Rebecca Lombardi                                                                     |      |
| 2021                         | Fauces de la noche                               | Grace                                                                                |      |
| 2023                         | Johnny & Clyde                                   | Alana Hart                                                                           |      |
| 2023                         | Expend4bles                                      | Gina                                                                                 |      |
| 2024                         | Subservience                                     | Alice                                                                                |      |
| TBA                          | Big Gold Brick                                   | Jacqueline                                                                           |      |
| Películas para TV            |                                                  |                                                                                      |      |
| 2001                         | Holiday in the Sun                               | Brianna Wallace                                                                      |      |
| 2004                         | Crimes of Fashion                                | Candace                                                                              |      |
| 2012                         | Pollo Robot: DC Comics Special                   | Lois Lane (voz)                                                                      |      |
| Vídeos                       |                                                  |                                                                                      |      |
| 2010                         | Hot for Teachers                                 | Corto junto a Brian Austin Green                                                     |      |
| 2010                         | Love the Way You Lie                             | Protagonista                                                                         |      |
| 2011                         | The Tip                                          | Corto de Armani                                                                      |      |
| Televisión                   |                                                  |                                                                                      |      |
| Año                          | Programa                                         | Papel                                                                                |      |
| 2002 - 2003                  | Ocean Ave.                                       | Ione Starr (122 episodios)                                                           |      |
| 2003                         | What I Like About You                            | Shannon (Episodio: "Like a Virgin (Kinda)")                                          |      |
| 2004                         | The Help                                         | Cassandra Ridgeway (3 episodios)                                                     |      |
| 2004                         | Two and a Half Men                               | Prudence (Episodio: "Camel Filters and Pheromones")                                  |      |
| 2004 - 2006                  | Hope & Faith                                     | Sídney Shanowski (48 episodios)                                                      |      |
| 2011                         | Robot Chicken                                    | Ella misma/Lois Lane (voz) (Episodio: "The Core, the Thief, His Wife and Her Lover") |      |
| 2012                         | Wedding Band                                     | Alexa Jordan (Episodio: "I Love College")                                            |      |
| 2016 - 2017                  | New Girl                                         | Reagan Lucas (15 episodios)                                                          |      |
| Apariciones especiales en TV |                                                  |                                                                                      |      |
| Año                          | Programa                                         | Papel                                                                                |      |
| 2007                         | Jimmy Kimmel Live!                               | Ella misma (entrevista)                                                              |      |
| 2007                         | Entertainment Tonight                            | Ella misma (documental)                                                              |      |
| 2007                         | Their War                                        | Ella misma (documental)                                                              |      |
| 2009                         | The Tonight Show con Conan O'Brien               | Ella misma (entrevista)                                                              |      |
| 2009                         | Late Night with Jimmy Fallon                     | Ella misma (entrevista)                                                              |      |
| 2009                         | A Day with Michael Bay: Tokyo                    | Ella misma (documental)                                                              |      |
| 2009                         | Saturday Night Live                              | Ella misma (entrevista)                                                              |      |
| 2009                         | Late Night with David Letterman                  | Ella misma (entrevista)                                                              |      |
| 2009                         | Jimmy Kimmel Live!                               | Ella misma (entrevista)                                                              |      |
| 2009                         | The Tonight Show de Jay Leno                     | Ella misma (entrevista)                                                              |      |
| 2010                         | The Buried Life                                  | Ella misma (documental)                                                              |      |
| 2010                         | Entertainment Tonight                            | Ella misma (documental)                                                              |      |
| 2012                         | The Tonight Show de Jay Leno                     | Ella misma (entrevista)                                                              |      |
| 2012                         | The Ellen DeGeneres Show                         | Ella misma (entrevista)                                                              |      |
| Videojuegos                  |                                                  |                                                                                      |      |
| 2023                         | Mortal Kombat 1                                  | Nitara                                                                               |      |

## Premios y nominaciones
| Premios y nominaciones | Premios y nominaciones         | Premios y nominaciones                                                              | Premios y nominaciones                                    | Premios y nominaciones |
| Año                    | Premio                         | Categoría                                                                           | Actuación                                                 | Resultado              |
| ---------------------- | ------------------------------ | ----------------------------------------------------------------------------------- | --------------------------------------------------------- | ---------------------- |
| 2005                   | Young Artist Awards            | Mejor interpretación en una serie de TV (Comedia o Drama) - Actriz de reparto joven | Hope & Faith                                              | Nominada               |
| 2007                   | Teen Choice Awards             | Actriz de película elegida: aventura de acción                                      | Transformers                                              | Nominada               |
| 2007                   | Teen Choice Awards             | Película elegida: Actriz revelación                                                 | Transformers                                              | Nominada               |
| 2007                   | Teen Choice Awards             | Película elegida: Mejores labios                                                    | Transformers                                              | Nominada               |
| 2007                   | National Movie Award           | Mejor actuación por una mujer                                                       | Transformers                                              | Nominada               |
| 2008                   | Premios MTV Movie              | Actuación revelación                                                                | Transformers                                              | Nominada               |
| 2009                   | Teen Choice Awards             | Mujer sexy elegida                                                                  | Ella misma                                                | Ganadora               |
| 2009                   | Teen Choice Awards             | Estrella femenina elegida de película del verano                                    | Transformers: la venganza de los caídos                   | Ganadora               |
| 2009                   | Scream Award                   | Mejor actriz de Ciencia Ficción                                                     | Transformers: la venganza de los caídos                   | Ganadora               |
| 2009                   | Spike Video Game Awards        | Mejor actuación por una mujer                                                       | Transformers: la venganza de los caídos (video game)      | Ganadora               |
| 2010                   | Premios Golden Raspberry       | Peor actriz                                                                         | Jennifer's Body y Transformers: la venganza de los caídos | Nominada               |
| 2010                   | Premios Golden Raspberry       | Peor pareja en pantalla (junto a Shia LaBeouf)                                      | Transformers: la venganza de los caídos                   | Nominada               |
| 2010                   | Nickelodeon Kids Choice Awards | Actriz de película favorita                                                         | Transformers: la venganza de los caídos                   | Nominada               |
| 2010                   | Premios MTV Movie              | Mejor momento WTF                                                                   | Jennifer's Body                                           | Nominada               |
| 2010                   | Teen Choice Awards             | Mujer sexy elegida                                                                  | Jennifer's Body                                           | Ganadora               |
| 2010                   | Teen Choice Awards             | Actriz de película elegida: Terror/Thriller                                         | Jennifer's Body                                           | Ganadora               |
| 2011                   | Premios Golden Raspberry       | Peor actriz                                                                         | Jonah Hex                                                 | Nominada               |
| 2011                   | Premios Golden Raspberry       | Peor pareja en la pantalla                                                          | Jonah Hex                                                 | Nominada               |